# Maricarmen Vela
María del Carmen Vela (Játiva, Valencia, 9 de noviembre de 1937), conocida como Maricarmen Vela, es una actriz española nacionalizada mexicana. Durante toda su vida se ha dedicado a la actuación en México, donde se ha dado a conocer en películas y telenovelas; desarrolló su carrera a finales de la llamada Época de oro del cine mexicano.

## Filmografía

### Programas de televisión
- La rosa de Guadalupe (2008-2017) - (3 episodios)
- Desde las sombras - Sofía
- Hechos con amor - Nicanora
- Herencia maldita - Doña Gertrudis
- La fortaleza de una mariposa - Esther
- Como dice el dicho (2014-2019) - (4 episodios)
- 13 miedos (2007) - Tía (1 episodio)
- Mujer, casos de la vida real (14 episodios 1994-2005)
- Papá soltero (1991) - Maestra
- Chespirito (1987-1992, 1994-1995) - Gloria / Licenciada Doña Justina
- Cachún cachún ra ra! (1981) - Mamá de Baby[1]

### Películas
- El sastre (2009) - Esposa
- Entre el amor y la muerte (1993) - Doña Elvira
- Imagen de muerte (1990) - Lilia
- Intriga (1968) -
- Ambición sangrienta (1968) -
- Adriana (1967) -
- Un par de roba chicos (1967) -
- La vida de Pedro Infante (1966) -
- México de mi corazón (1964) -
- La juventud se impone (1964) - Marta
- Secuestro en Acapulco (1963) -
- Entrega inmediata (1963) - Mercedes, secretaria
- El mundo de los vampiros (1961) -
- Las cosas prohibidas (1961) -
- El gran pillo (1960) - Amparito «La Cuchi Cuchi»
- Dos locos en escena (1960) - Bailarina
- El hombre y el monstruo (1959) - Conductora rubia
- Isla para dos (1959) - Isabel
- Mi esposa me comprende (1959) - Estudiante
- Kermese (1959) - La Chona
- Vivir del cuento  (1958) - Esposa joven
- ¡Paso a la juventud...! (1958) - Chica en fiesta
- El hombre que me gusta (1958) - Secretaria
- Música de siempre (1958)[2]

### Telenovelas
- Tenías que ser tú (2018) - Madre Superiora
- Hijas de la luna (2018) - Maité
- Mujeres de negro (2016) - Aurora Mondragón Vda. de Palazuelos
- La sombra del pasado (2014-2015) - Hermana Superiora
- Miss XV (2012) - Princesa Abuela Viuda de Robles
- Abismo de pasión (2012) - Eduviges Beltrán
- Llena de amor (2010-2011) - Carlota Ruiz y de Teresa
- Cuidado con el ángel (2008-2009) - Mimí
- Juro que te amo  (2008-2009) - Doctora
- Palabra de mujer (2007) - Directora
- Piel de otoño (2005) - Hilda Castañeda
- Corazones al límite (2004) - Mercedes
- Bajo la misma piel (2003) - Amiga de Esther y Rosita
- La intrusa (2001) - Adelaida
- Carita de ángel (2000-2001) - Silvina
- Tres mujeres (1999-2000) - Jesusa
- Rosalinda (1999) - Emilia
- Alguna vez tendremos alas (1997) - Madre Superiora
- Marisol (1996) - Doña Andrea Montalvo
- Confidente de secundaria (1996) -
- Lazos de amor (1995-1996) - Zoila
- Alondra (1995) - Madre Superiora
- Entre la vida y la muerte (1993) - Dra. Magdalena  Valladares
- Al filo de la muerte (1991-1992) - Karla
- La casa al final de la calle (1989) - Ligia
- Quinceañera (1987-1988) - Enriqueta
- Los miserables (1974) - Obrera
- Intriga (1968)
- Adriana (1967)[3]